# ادی رابینسون (فوتبال)
ادی رابینسون (انگلیسی: Eddie Robinson؛ زادهٔ ۱۹ ژوئن ۱۹۷۸) یک بازیکن فوتبال اهل ایالات متحده آمریکا است.
وی همچنین در تیم ملی فوتبال ایالات متحده آمریکا بازی کرده است.